# المسيحية ومعاداة اليهود

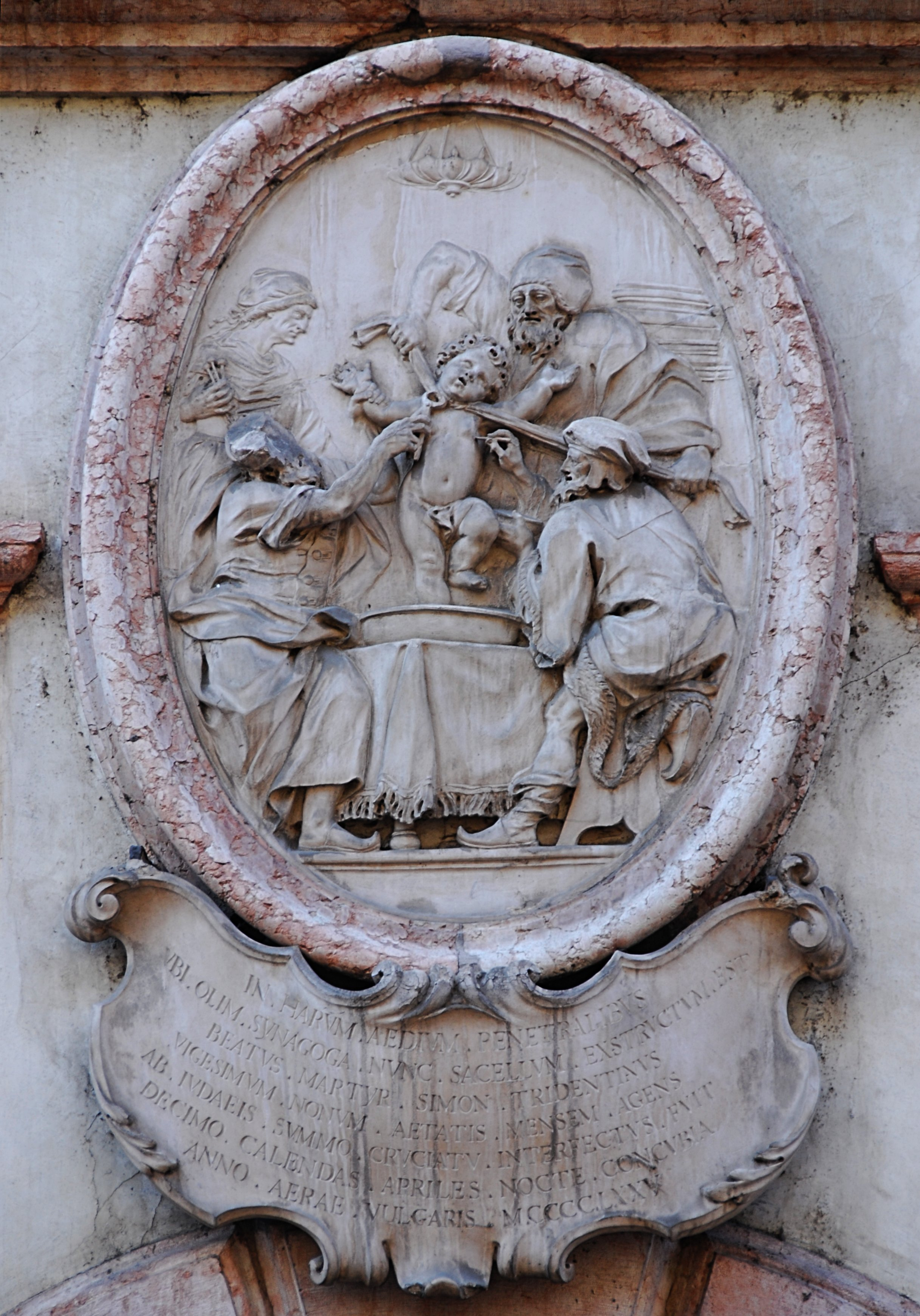
نقش يبين عملية قتل سيمونينو الترينتي من قبل اليهود، تم اتهام اليهود في أوروبا المسيحية أحيانًا بفرية الدم مما أجج أجواء معاداة السامية.

العلاقة بين الديانة اليهودية والمسيحية معقدة ومتشعبة، فالمسيحية نشأت وأخذت مفاهيمها الأولية من بيئة يهودية صرفة؛ وإتسمت العلاقة الإنسانية بين الطرفين بالتقلب؛ تعود أصول معاداة السامية في المسيحية إلى اتهام اليهود بصلب يسوع واضطهاد تلاميذه في القرون المسيحية الأولى مستندين بذلك على قول اليهود أثناء محاكمة يسوع: «دمه علينا وعلى أولادنا». وتطورت البلاغة المسيحية والكراهية تجاه اليهود في السنوات الأولى للمسيحية وتم تعزيزها من خلال الاعتقاد بأن اليهود قد قتلوا يسوع وازدادت إجراءات معادية لليهود على مدى القرون التالية. تضمنت الإجراءات التي اتخذها المسيحيون ضد اليهود أعمال النبذ والإذلال والعنف والقتل الذي بلغ ذروته خلال الهولوكوست.:21:169 حيث وعلى الرغم من أن النازية لم تكن ظاهرة مسيحية ولم تكن نتيجة «حتمية للمسيحية»، فقد شارك عدد من المسيحيين مع النازيين أو كانوا متعاطفين معهم. وعلى الجانب الآخر احتج عدد من المسيحيون ضد الفظائع النازية، حيث كان الحزب النازي معروفًا بإضطهاده للكنائس المسيحية؛ مثل الكنيسة البروتستانتية المعترف بها والكنيسة الرومانية الكاثوليكية، وكذلك الكويكرز وشهود يهوه، حيث ساعدوا وأنقذوا اليهود الذين كانوا مستهدفين من قبل النظام المعادي للأديان.
وقد عززت معاداة السامية في الثقافة المسيحية من خلال العديد من العوامل بما في ذلك الاختلافات اللاهوتية، والمنافسة بين الكنيسة والكنيس، والحركات المسيحية لتنصير اليهود، والتي كانت مدفوعة من الإرسالية الكبرى، وسوء فهم المعتقدات والممارسات اليهودية، والعداء اليهودي المتصوَّر تجاه المسيحيين. وقد تعززت هذه المواقف في الوعظ المسيحي والفن والتعليم الشعبي لمدة ألفي سنة، والتي تحتوي كانت على ازدراء لليهود، وكذلك القوانين التي تم تصميمها لإذلال اليهود ووصمهم.
لقد تم وصف معاداة السامية الحديثة على أنها في المقام الأول كراهية ضد اليهود كعرق وإثنية مع تعبيره الحديث المتأصل في النظريات العنصرية في القرن الثامن عشر، في حين يوصف المعاداة لليهود بأنه عداء للدين اليهودي، ولكن في المسيحية الغربية تم دمجها بفعالية في معاداة السامية خلال القرن الثاني عشر.:16 ناقش بعض الباحثين كيف لعبت اللاسامية المسيحية بشكل غير مباشر دورًا في الرايخ النازي الثالث، والحرب العالمية الثانية والمحرقة. ودفعت المحرقة الكثيرين داخل المسيحية إلى التفكير في العلاقة بين اللاهوت المسيحي، والممارسات، والإبادة الجماعية.
بحسب دراسة قام بها رابطة مكافحة التشهير عام 2014 وجدت أن 24% من المسيحيين في العالم يملكون معتقدات معادية للسامية، بالمقارنة مع 49% من المسلمين وحوالي 21% من اللادينيين. ووجدت الدراسة أن المسيحيين في البلدان الكاثوليكية والأرثوذكسية الشرقية أكثر احتمالاً لإيواء آراء معادية للسامية من تلك في البلدان البروتستانتية. وبحسب الدراسة كان مسيحيي لبنان أكثر مسيحيي العالم ممن شملهم الاستطلاع معاداة للسامية مع 75% منهم يملكون معتقدات معادية للسامية، يليهم مسيحيي اليونان (67%) ومسحيي كوريا الجنوبية (60%)، في حين كان مسيحيي هولندا أقل مسيحيي العالم ممن شملهم الاستطلاع معاداة للسامية مع 3% منهم يملكون معتقدات معادية للسامية، يليهم مسيحيي الفلبيين (3%) ومسيحيي السويد (4%) ومسيحيي المملكة المتحدة (6%).

## تاريخ

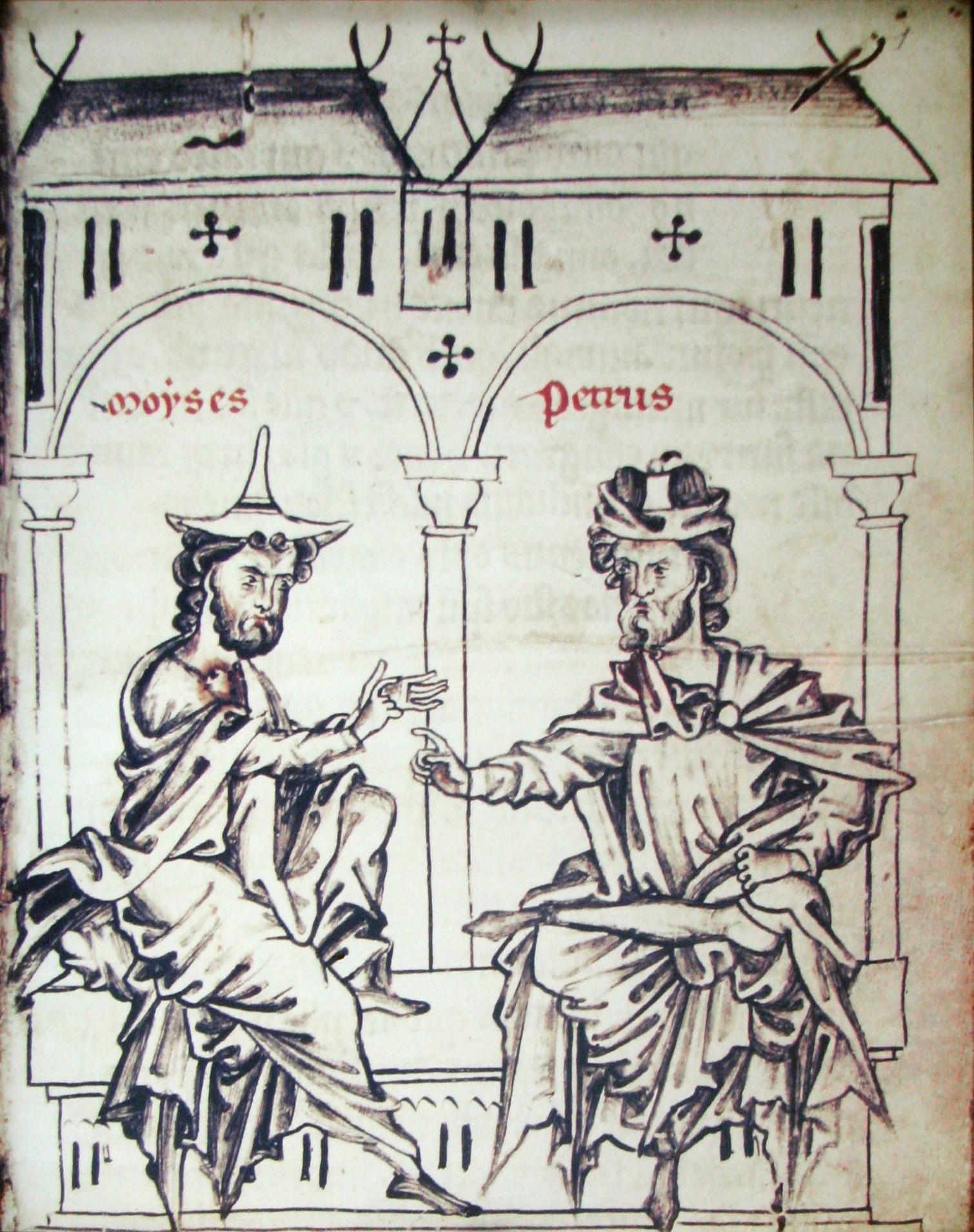
مخطوطة بلجيكية تَوضيحية مِن القرن الثالث عشر لِحوار بين اليهودي "موسى" (في قبعة يهودية مُدببة) والمسيحي بيتروس ألفونسي.

العلاقة بين الديانة اليهودية والمسيحية معقدة ومتشعبة، فالمسيحية نشأت وأخذت مفاهيمها الأولية من بيئة يهودية صرفة؛ أما عن العلاقة الإنسانية بين الطرفين فقد اتسمت بالتقلب: بدأت مع اضطهاد اليهود للمسيحيين منذ أيام يسوع،يوحنا 22/9] ودورهم في صلبه،لوقا 2/22] ثم يذكر سفر أعمال الرسل اضطهاد اليهود للمسيحيين،أعمال 1/8-3] ولاحقًا قام ذو نواس اليهودي بقتل مئات الألوف من المسيحيين في اليمن حسب بعض الباحثين، لكنه وبدءًا من القرن الرابع أخذت المسيحية باضطهاد اليهودية، فطرد اليهود أولاً من الإسكندرية وعاشوا خلال الإمبراطورية البيزنطية خارج المدن الكبرى، وفرض عليهم بدءًا من القرن الحادي عشر التخصص بمهن معينة؛ ثم صدر عام 1492 مرسوم طردهم من إسبانيا في حال عدم اعتناقهم المسيحية، الأمر الذي كان فاتحة طرد اليهود من أوروبا برمتها: فطردوا من فيينا سنة 1441 وبافاريا 1442 وبروجيا 1485 وميلانو 1489 ومن توسكانا 1494، وأخذوا يتجهون نحو بولندا وروسيا والإمبراطورية العثمانية، ورغم تحسن أوضاع اليهود مع استقلال هولندا الليبرالية وقيام الثورة الفرنسية لكن القرن الثامن عشر حمل الكثير من معاداة السامية لليهود، ولا يمكن تحميل السلطات المسيحية أو الكنيسة مسؤولية جميع هذه المجازر، بيد أنها تقع على عاتق الحكومات والدول المسيحية.

### موقف الكنيسة
صدر المرسوم الأول في عام 1120 من قبل البابا كاليكستوس الثاني والذي كان يهدف إلى حماية اليهود. كان الدافع وراء إصدار المرسوم الحملة الصليبية الأولى، حيث تم ذبح أكثر من خمسة آلاف يهودي في أوروبا. وقد استخدم البابا غريغوري الأول في كلمة موجهة إلى أسقف نابولي، كلمة (باللاتينية: Judæis، نقحرة: جوديوس) والتي تعني «بالنسبة لليهود». وفي ذلك الوقت أكد البابا غريغوري الأول (590-604) أن اليهود يحق لهم «التمتع بحريتهم المشروعة».
صدر المرسوم الأول في عام 1120 من قبل البابا كاليكستوس الثاني والذي كان يهدف إلى حماية اليهود. كان الدافع وراء إصدار المرسوم الحملة الصليبية الأولى، حيث تم ذبح أكثر من خمسة آلاف يهودي في أوروبا. وقد استخدم البابا غريغوري الأول في كلمة موجهة إلى أسقف نابولي، كلمة (باللاتينية: Judæis، نقحرة: جوديوس) والتي تعني «بالنسبة لليهود». وفي ذلك الوقت أكد البابا غريغوري الأول (590-604) أن اليهود يحق لهم «التمتع بحريتهم المشروعة».
وأكد مرسوم حماية اليهود من قبل العديد من الباباوات بما في ذلك البابا ألكسندر الثالث، وسلستين الثالث (1191-1198)، وإينوسنت الثالث (1199)، وهونريوس الثالث (1216)، وغريغوري التاسع (1235)، وإنوسنت الرابع (1246)، وألكسندر الرابع (1255)، وأوربان الرابع (1262) وغريغوري العاشر (عام 1272 وعام 1274)، ونيكولا الثالث، ومارتين الرابع (1281)، وهونيروس الرابع (1285-1287)، ونقولا الرابع (1288-1292)، وكليمنت السادس (1348)، وأوربان الخامس (1365)، وبونيفاس التاسع (1389)، ومارتن الخامس (1422) ونقولا الخامس (1447). ومنع المرسوم البابوي المسيحيين إجبار اليهود على التحول إلى المسيحية، وإيذاء اليهود، وأخذ ممتلكاتهم، وإزعاجهم خلال الاحتفال بأعيادهم، ومن التدخل في مقابرهم. وتم فرض عقوبة الحرمان الكنسي على المسيحيين الذين يقومون بمضايقة اليهود. ولم يكن مرسوم عام 1120 أول تعبير بابوي ضد سوء معاملة اليهود. في عام 1065، على سبيل المثال، كتب البابا الكسندر الثاني لكل من الفيكونت ناربون، وأسقف مدينة أربونة، رسالة مشيداً لهم لأنهما منعا مذبحة ضد اليهود في منطقتهم، وقام بتذكيرهم بأن الله لا يوافق على سفك الدم. وفي عام 1065 أيضاً، قام البابا الكسندر الثاني بتنبيه ألكساندر لاندولف السادس من بينيفنتو «أن تحويل اليهود لا يمكن أن يكون بالقوة».
منذ وقت مبكر من العصور الوسطى، أيدت الكنيسة المسيحية البيان الرسمي حول اليهود (باللاتينيَّة:Constitution pro Judæis) والذي نص على:
| المسيحية ومعاداة اليهود    | يُعلن المرسوم بأنه لا يجوز لأي مسيحي استخدام العنف لإجبارهم -اليهود- على المعمودية، طالما أنه يرفض أو لا يريد. ... بدون حكم السلطة السياسيَّة على الأرض، لا يجوز لأي مسيحي جَرح أي يهودي أو قتله أو سلب أمواله أو تغيير العادات الجيدة التي كان يتمتع فيها حتى الآن في المكان الذي يعيش فيه. | المسيحية ومعاداة اليهود |
| — البيان الرسمي حول اليهود | |                         |

### العصور الحديثة
تبنت جمهورية هولندا إثر استقلالها عن إسبانيا، المذهب البروتستانتي الكالفيني كمذهب رسمي وتبنت نظامًا ليبراليًا ما جعلها بنوع خاص موئلاً لمختلف الأقليات المضطهدة خصوصًا اليهود. وعلى خلفية المبادئ المعادية لليهود في الكنيسة الروسية الأرثوذكسية،:14 إتبعت الإمبراطورية الروسية سياسات مييزية تجاه اليهود تكثفت عندما أدى تقسيم بولندا في القرن الثامن عشر، ونظرًا لِأنَّ اليهود كانوا يعيشون في مُجتمعاتٍ شبه مُنغلقة ويتبعون أساليب حياةٍ مُختلفة عن أساليب حياة الروس المسيحيين، فكانت خلفيتهم الثقافيَّة وديانتهم وعاداتهم وتقاليدهم مُختلفة عن خلفيَّة سائر الشعب. وتخوَّفت كاترين الثانية وحاشيتها من هجرة اليهود من المناطق التي يقطنوها بعد أن ضُمَّت إلى روسيا إلى المناطق الوُسطى من الإمبراطوريَّة ذات الغالبيَّة المسيحيَّة، بناءً على هذا، أصدرت كاترين الثانية أمرًا بِإنشاء إقليمًا خاصًا لِسُكنى اليهود سنة 1791م، بحيثُ لا يُسمح لهم بِمُغادرته والسكن خارجه إلَّا لو تنصروا واعتنقوا المذهب الأرثوذكسي، وضمَّ ذلك الإقليم جميع المُقاطعات البولونيَّة التي كان يسكُنها اليهود قبل ضمِّها إلى روسيا، إلى جانب مناطق السُهوب القريبة من سواحل البحر الأسود. وأخذت العلاقة تتحسن بين اليهود والطوائف البروتستانتية في القرن التاسع عشر ومن ثم القرن العشرين وتوّج هذا التحسن بنشوء الصهيونية المسيحية في الولايات المتحدة الأمريكية ودعمهما لقيام إسرائيل لأسباب دينية؛ وقد نشأت المسيحية الصهيونية في إنجلترا في القرن السابع عشر، حيث تم ربطها بالسياسة لا سيما بتصور قيام دولة يهودية حسب ما يروه لنبوءة الكتاب المقدس، ومع بدء الهجرات الواسعة إلى الولايات المتحدة أخذت الحركة أبعادا سياسية واضحة وثابتة، كما أخذت بعدا دوليا يتمثل في تقديم الدعم الكامل للشعب اليهودي في فلسطين.
أستحوذت قضية مروتارا وهي قضية رأي عام على اهتمام الكثير في أوروبا والولايات المتحدة في سنوات 1850 و1860. دارت أحداث القضية في الدولة البابوية حيث تم أخذ الطفل اليهودي ادجارد مروتارا البالغ من العمرة ست سنوات من حضن عائلته اليهودية في مدينة بولونيا، عقب شهادة المربية أنها أجرت له معمودية عندما كان مريضًا وهو رضيع. وعلى خلفية القانون الكنسي الذي يقول أن الأطفال المعمدين الكاثوليك يجب تربيتهم في أحضان أسرة كاثوليكية ليحظى تربية كاثوليكية، قامت الشرطة البابوية بنقل الطفل إلى روما تحت حماية البابا بيوس التاسع، والذي رفض النداءات اليائسة لوالدين الطفل لعودته. عندما بلغ الطفل اليهودي ادجارد مروتارا أصبح في نهاية المطاف كاهن كاثوليكي وعمل في التبشير بين اليهود. أثارت القضية حفيظة الأوساط الليبرالية المحلية والدولية ضد سياسة الدولة البابوية والتي ساهمت في سقوطها عقب توحيد إيطاليا.
كانت حركة النازية والرايخ الثالث معادية للدين ومعادية للمسيحية، ونظرت للأخلاق المسيحية في ازدراء لأنها تتعارض مع وجهة نظرة النازية وهي «البقاء للأصلح». كما قام النظام النازي في اضطهاد الكنيسة الكاثوليكية وسجن القساوسة ومصادرة أملاك الكنائس والأديرة. ولكن وفقاً للاهوتي هانس كونج «إن مناهضة اليهودية النازية كانت من عمل مجرمين لادينيين ومعادين للمسيحية. ولكن لم يكن ممكناً بدون ما يقرب من ألفي عام من التاريخ المعاصر لمناهضة اليهودية» المسيحية"...".:169 وتم إصدار وثيقة من قبل أكثر من 220 من الحاخامات ومفكرين من جميع فروع اليهودية في عام 2000 كبيان حول العلاقات اليهودية المسيحية ونصت الوثيقة أن المسيحية كديانة غير مسؤولة عن النازية أو الهولوكوست، حيث تنص الوثيقة «لم تكن النازية ظاهرة مسيحية. لكن من بدون التاريخ الطويل للمسيحية المعادية لليهودية والعنف المسيحي ضد اليهود، لم يكن بإمكان الأيديولوجية النازية الإستيلاء على الحكم. لقد شارك الكثير من المسيحيين مع النازيين أو كانوا متعاطفين معهم. ولم يرتكب مسيحيون آخرون احتجاجًا كافٍ ضد هذه الفظائع، لكن النازية نفسها لم تكن نتيجة حتمية للمسيحية». خلال الهولوكوست كانت الكنيسة البروتستانتية المعترف بها، أول جماعة معارضة مسيحية ضد النازية وذلك في في عام 1934. تلاها أدانة الكنيسة الكاثوليكية رسمياً النظرية النازية للعنصرية في ألمانيا في عام 1937 مع المرسوم الكنسي «بقلق شديد»، والذي وقعه البابا بيوس الحادي عشر، وقاد الكاردينال مايكل فون فولهابر المعارضة الكاثوليكية ضد النازية، التي دعت إلى مناهضة العنصرية ومعاداة اليهودية. وأصدر البابا بيوس الحادي عشر، عام 1937، منشور وأدان الأيديولوجية النازية، وبحسب الباحثين يعتبر «أول وثيقة رسمية رسمية كبيرة تجرؤ على مواجهة وانتقاد النازية» و«واحدة من أعظم الإدانات الصادرة عن الفاتيكان على الإطلاق». أعتبر البعض البابا بيوس الثاني عشر مثيرًا للجدل موقفه من الهولوكست مقابل من اتهمه «بالصمت أمام إبادة اليهود في العالم»، بالمقابل أشاد المجتمع اليهودي في روما بجهود البابا بحماية اليهود، وقد أجرى المؤرخ الإسرائيلي بينكاس لبيد مقابلة مع الناجين من الحرب، وخلص إلى أن بيوس الثاني عشر «كان له دور أساسي في إنقاذ 700,000 يهودي على الأقل، ولكن ربما يصل الرقم إلى 860,000 يهودي تم انقاذهم من الموت المؤكد بين أيدي النازيين». وأشاد القادة اليهود لعمل بيوس الثاني عشر في إنقاذ الآلاف من اليهود، من بينهم العالم ألبرت أينشتاين، وغولدا مئير، وموشيه شاريت، والحاخام الأكبر اسحق هليفي هيرزوغ. وقامت الكنيسة البلغارية الأرثوذكسية بمساعدة النازحين اليهود أو على الهرب خلال الحرب العالمية الثانية، وقد رفضت الكنيسة إرسال اليهود إلى مخيمات الإبادة. أعتبر 12 كاهن يسوعي بشكل رسمي من شهداء الهولوكست ومن أبطال الذاكرة في القدس، لموتهم لقاء إنقاذ حياة المدنيين اليهود خلال الهولوكست. هناك عدد أكبر من الكهنة اليسوعيين الذين ساعدوا نازحين يهود أو قاموا بمساعدتهم على الهرب من ألمانيا خلال الحرب العالمية الثانية، وقد قتل النازيون 152 راهبًا وكاهنًا يسوعيًا نتيجة مقاومتهم الهولوكست بشكل غير مباشر. وحسب البعض من الباحثين أمثال جون بولارد فإنّ «النظام النازي، اعتبر الرهبنة اليسوعية من ألّد الأعداء، فلم يكن هناك من معارضة أشرس للفلسفة النازة من الرهبنة اليسوعية». خصوصًا في كلية مدينة إنسبروغ، التي اعتبرت مما قبل الحرب أحد أهم معاقل مقارعة النازية، حتى قامت السلطات بإغلاقها عام 1938، إلى جانب نفي الكثير من الرهبان وإبعادهم عن ألمانيا، مما قبل الحرب.

### الوضع الحالي
غير أن علاقات اليهود مع الكنيسة الكاثوليكية لم تتحسن حتى عهد البابا بولس السادس الذي برئ اليهود من تهمة لاحقتهم طويلاً وهي قتل يسوع صلبًا، وقد جاءت التبرئة استنادًا إلى إنجيل لوقا 48/23 وغيره من المواضع، وجاء المجمع الفاتيكاني الثاني ليؤكد ما ذهب إليه البابا وطالب بعلاقات طبيعية مع اليهود:
| المسيحية ومعاداة اليهود                                                    | وإن تكن سلطات اليهود وأتباعها هي التي حرضت على قتل المسيح، لا يمكن مع ذلك أن يعزى ما اقترف أثناء آلامه إلى كل اليهود اللذين كانوا يعيشون آنذاك دونما تمييز ولا إلى يهود اليوم. إن المسيح بمحبته الفائقة قدّم ذاته طوعًا للآلام والموت بسبب خطايا جميع الناس لكي يحصلوا جميعًا على الخلاص، وهذا ما تمسكت به الكنيسة ولا تزال. | المسيحية ومعاداة اليهود |
| — المجمع الفاتيكاني الثاني، بيان في علاقات الكنيسة مع الأديان غير المسيحية | |                         |

غير أن هذه الدعوات لن تدخل حيّز التطبيق إلا عقب عام 1993 إذ تمّ تبادل التمثيل الديبلوماسي بين الفاتيكان وإسرائيل، تلاها زيارة البابا يوحنا بولس الثاني إلى القدس سنة 2000؛ ورغم هذا التحسن فلا تزال بعض الخلافات قائمة في العلاقات بين الكنيسة الكاثوليكية وإسرائيل حول ملكية بعض المقدسات المسيحية، وبعض النصوص الطقسية التي تقرأ عادة في أسبوع الآلام تصف اليهود بأوصاف مشبوهة. وأصبح في العالم البروتستانتي شعبية لمصطلح التراث اليهودي المسيحي في الآونة الأخيرة، وهو يعني أن ثمة تراثاً مشتركاً بين اليهودية والمسيحية، وأنهما يكوِّنان كلاًّ واحداً. ويعتبر التراث اليهودي المسيحي من المكونات الرئيسية للحضارة الغربية. لطالما يُشار في الآونة الأخيرة على نحو متزايد إلى التراث المسيحي أو اليهودي-المسيحي وارتباطه مع الهوية الثقافية في أوروبا والولايات المتحدة والحضارة الغربية بشكل عام؛ وذلك بسبب الطابع والجذور المسيحية وتأثير كل المسيحية واليهودية عن طريق العهد القديم على العالم الغربي والحضارة الغربية. وتباعًا خلال عقد 1980 تنكرت الكنائس اللوثرية من تصريحات مارتن لوثر حول اليهود، ورفضوا استخدامها للتحريض ضد اليهود أو ضد اليهودية بأي شكل من الأشكال.
أما في ما يخص الكنيسة الأرثوذكسية؛ فتاريخيًا كانت العلاقة بين الكنيسة الأرثوذكسية الشرقية واليهودية كانت جيدة بالمقارنة مع غير الطوائف المسيحية الأخرى، وبينما تقف الكنيسة الأرثوذكسية في الشرق بشدة ضد أي تحسن في العلاقات مع اليهود على خلفية الصراع العربي الإسرائيلي، أخذت مواقف هذه الكنيسة في الغرب وأوروبا الشرقية بالانفتاح. علمًا بأن معظم المسيحيين، يرفضون تحميل اليهود مسؤولية دم المسيح.

## المصالحة
يشير مصطلح المصالحة المسيحية اليهودية إلى الجهود التي تبذل لتحسين التفاهم والقبول من قبل المسيحيين تجاه الشعب اليهودي والديانة اليهودية والقضاء على معاداة السامية ومعاداة اليهودية بين المسيحيين. وقد أحرز تقدم كبير في المصالحة في السنوات الأخيرة، ولا سيما من قبل الكنيسة الكاثوليكية، ومن قبل الجماعات المسيحية الأخرى أيضًا. وجهت الكنيسة الكاثوليكية في القرن العشرين اعتذارًا عن مآسي اليهود التي حصلت بسببها أو «بسبب تقصيرها في حمايتهم»، ثم تكاثرت التصريحات، على سبيل المثال تصريح يوحنا بولس الثاني عام 1986، الذي يعتبر جزءًا من التعليم المسيحي للكنيسة الكاثوليكية: «بالنسبة إلينا، ليست الديانة اليهودية ديانة خارجية، بل إنها تنتمي إلى قلب ديانتنا، وعلاقتنا بالديانة اليهودية مختلفة عن علاقتنا بأي دين آخر. أنتم إخوتنا الأحباء ونستطيع القول ما معناه، أنتم إخوتنا الكبار».
في 28 أكتوبر 1965 أذاع البابا بولس السادس وثيقة المجمع الفاتيكاني الثاني بعنوان «في علاقات الكنيسة مع الديانات غير المسيحية» وتطرقت إلى اليهودية واعتبرت الأكثر إيجابية وانفتاحًا في تاريخ علاقات الكنيسة الكاثوليكية مع الديانة اليهودية الذين أشار إليهم المجمع الفاتيكاني الثاني بأنهم يتقاسمون مع المسيحيين «تراثًا مشتركًا حضاريًا وساميًا» ممثلاً بالعهد القديم، كما أقرّ ما نسب لهم من تحمل مسؤولية «دم المسيح» وذلك استنادًا إلى جملة تفاسير لاهوتية وتاريخية لنصوص الكتاب المقدس، فضلاً عن عدم الدمج بين اليهود بأسرهم ومجلس حكماء اليهود والفريسيون عمومًا الذين لعبوا الدور البارز في محاكمة يسوع وفق نصوص العهد الجديد، كما التقى البابا حاخام روما الأكبر وزار إسرائيل غير أنه رفض الاعتراف بها.
في عام 1979 زار البابا يوحنا بولس الثاني معتقل أوشفيتز الألماني في بولندا، حيث لاقى العديد من اليهود البولنديين حتفهم خلال الاحتلال النازي لبولندا في الحرب العالمية الثانية. في عام 1998 أصدر البابا منشورًا بابويًا بعنوان «نحن نتذكر: تأملات في المحرقة» أوجزت تفكيره حول المحرقة اليهودية، كما كان أول بابا يقوم بزيارة بابوية رسمية لكنيس عندما زار الكنيسة اليهودي في روما يوم 13 أبريل 1986. وفي عام 1994 أقام البابا يوحنا بولس الثاني علاقات رسمية بين الكرسي الرسولي وإسرائيل بعد اتفاقيات أوسلو التي كان من المقرر أن تفضي إلى سلام في الشرق الأوسط، ولهذه المناسبة أقام البابا حفلاً حضره حاخام روما الأكبر ورئيس جمهورية إيطاليا والناجين من المحرقة في جميع أنحاء العالم. خلال زيارته إسرائيل عام 2000 زار البابا نصب ياد فاشيم، وهو النصب التذكاري للمحرقة اليهودية في إسرائيل، كما أنه زار حائط المبكى الذي يعتبر واحدًا من أقدس المواقع في الديانة اليهودية، ووضع هناك - حسب العادات اليهودية - رسالة دعا خلالها للصفح عن الإجراءات التي تمت ضد اليهود. في يناير 2005 أصبح البابا أول حبر أعظم ينال بركة من حاخام أثناء زيارة الحاخام بنيامين بليش للقصر الرسولي. ومباشرة بعد وفاته، أصدرت جمعية آي.دي.إل اليهودية بيانًا قالت فيه أن البابا يوحنا بولس الثاني قد أحدث ثورة في العلاقات الكاثوليكية اليهودية، وقالت التحسينات التي وقعت خلال ثمانية وعشرين عامًا من باباويته لم تحصل خلال ألفي عام من قبل.
كان للبابا فرنسيس، منذ أن كان رئيسًا للأساقفة، علاقات وثيقة مع اليهود في الأرجنتين، وقد حضر صلوات يهودية في كنيس بيونس آيرس عام 2007 ، حيث قال خلال زيارته "أنا حاج معكم، أيها الإخوة الأكبر" " وهي العبارة التي أطلقها يوحنا بولس الثاني عام 1987 في وصف اليهود. في عام 1994 وبعد تفجير بيونس آيرس الذي استهدف مقر إحدى الجمعيات اليهودية وأفضى إلى مقتل 85 شخصًا، كان البابا أول شخصية عامة توقع على عريضة إدانة الهجوم والدعوة لتحقيق العدالة. العديد من القيادات اليهودية في جميع أنحاء العالم، وليس فقط في الأرجنتين، عبّرت عن شكرها "لمستوى التضامن العالي مع المجتمع اليهودي في الأرجنتين" في أعقاب هذا الهجوم. كذلك، فقد تعاون البابا فرنسيس خلال رئاسته الأساقفة في بيونس آير مع الرئيس السابق للمؤتمر اليهودي العالمي، إسرائيل سنغر، خلال بداية العام 2000 في توزيع المساعدات لفقراء المجتمع، كجزء من برنامج مشترك بين اليهود والكاثوليك؛ وقد عبّر سنغر عن إعجابه بتواضع برجوليو. وقد شملت خطوات البابا الأخرى العديدة من دعم المجتمع اليهودي، استضافته في كاتدرائية بيونس آيرس الكبرى، للنصب التذكاري ضمن احتفالات ليلة البلور اليهودية التي تعتبر من ذكريات الهولوكست. وكان منأول أعماله، أو كتب رئالسة إلى حاخام روما دعاه فيها لحضور قداس التنصيب الحبري.

## معاداة اليهودية
بحسب عدد من المسيحيين لا تعتبر معاداة اليهودية مساوية لمعادية السامية أو كراهية اليهود، حيث تعتبر معاداة اليهودية وفقاً لهم اختلاف لأناس مخلصين دينياً مع معتقدات الديانة اليهودية، بينما معاداة السامية هي حالة عاطفية أو كراهية لا تستهدف الدين تحديدًا. وفي ظل هذا النهج، لا تعتبر معاداة اليهودية جزء من معاداة السامية لأنها ترفض فقط الأفكار الدينية اليهودية ولا تتضمن عداءً فعليًا للشعب اليهودي. ويرى آخرون أن مناهضة اليهودية هي رفض أو اعتراض على المعتقدات والممارسات بسبب مصدرها في الديانة اليهودية ولا تتضمن كراهية مرتبطة بالشعب اليهودي.
الموقف من أن ّ«اللاهوت المسيحية المناهض لليهودية هي ظاهرة مختلفة عن معاداة السامية الحديثة، ة المتجذرة في الفكر الاقتصادي والعنصري، بحيث لا تكون التعاليم المسيحية مسؤولة عن معاداة السامية»، قد تم التعبير عنها، من بين أماكن أخرى، في مرسوم البابا يوحنا بولس الثاني في «نتذكر: تأملات في المحرقة»، والإعلان اليهودي عن المسيحية. لكن العديد من الباحثين اليهود، بما في ذلك سوزانا هيشل، وغافن لانغمور تحدى هذا الموقف، مجادلين بأن مناهضة اليهودية أدت مباشرة إلى معاداة السامية الحديثة. وعلى الرغم من أن بعض المسيحيين في الماضي لم يعتبروا أن مناهضة اليهودية هي مخالفة للتعليم المسيحي، إلا أن هذا الرأي لم يتم التعبير عنه على نطاق واسع من قبل القادة والأشخاص العاديين. في كثير من الحالات، ساد التسامح العملي تجاه الدين اليهودي واليهود. بعض الجماعات المسيحية، ولا سيما في السنوات الأولى، أدانت المعادية اللفظية ضد اليهود.

## التبشير بين اليهود
تعتبر بعض الجماعات المسيحية تحويل اليهود إلى المسيحية ضرورة حتمية وملحة وأسست جمعيات ومؤسسات تبشيريّة لتحقيق ذلك. ومع ذلك، تعتبر جهود تحويل اليهود إلى المسيحية في بعض الأحيان بأنها معادية للسامية. أعلنت عدد من الطوائف المسيحية التقدميّة علنًا أنهم لن تقوم بالتبشير بين اليهود. في حين أن الكنائس المسيحية المحافظة والكنائس البروتستانتية الخط الرئيسي الأخرى تواصل جهودها لتنصير اليهود، مدعية أن هذا العمل ليس معاديًا للسامية.